# Бессмертный, Владимир Адрианович
Влади́мир Андриа́нович Бессме́ртный (21 декабря 1861 (2 января 1862), Киев — 6 августа 1940) — архитектор, художник, гражданский инженер, педагог, член союза архитекторов СССР (с 1935 года), главный архитектор Киева (с 1922 по 1931 год).

## Проекты
- Доходный дом Красовского на Гоголевской улице, 17
- Доходный дом Ягимовского на Гоголевской улице, 23 «Дом с кошками» (1909);
- Особняк председателя Киевского суда Грабаря на улице Мельникова, 8 (1910);
- Доходный дом Л. П. Максимовой на улице Петра Сагайдачного, 10/5 (1899, прежний адрес — Александровская улица, 34);
- Дом Давида Марголина на улице Петра Сагайдачного, 12 (1899, прежний адрес — Александровская улица, 36);
- Доходный дом потомственной почётной гражданки Е. А. Томилиной на улице Сечевых Стрельцов, 42;
- Жилой дом на улице Сечевых Стрельцов, 40/1 и в Бехтеревском переулке (доходный дом А. Андре, 1913);
- Дом на углу улиц Сечевых Стрельцов и Кудрявской;
- Дом А. И. Пушиной по Дорогожицкой улице, 8;
- Дом Киевского общества взаимного кредита на Крещатике, 16;
- Маслобойный завод братьев Лурье на Подоле;
- Дом главных мастерских при Киевском арестантском отделении на бульваре Тараса Шевченко, 27;
- Казённый винный ректификационный склад № 1 на 600 000 вёдер (площадью 1,7 га), состоящий из главного корпуса на восемь разливочных столов, очистного отделения, спиртохранилища, кочегарки, спиртоприёмного отделения, ограждения (1896). Состав был закрыт в 1914 году, с 1931 года — ликёро-водочный завод, Кудрявская улица, 16;
- Железный виадук над Петровской улицей (1896—1897);
- Хирургический и гинекологический корпус Кирилловской больницы на 180 коек (1897);
- Барак Красного Креста Киевского благотворительного общества;
- Школа-приют для глухонемых мальчиков Киевского отдела опеки о глухонемых (1902) на средства сахарозаводчика Николы Терещенко на Макаровской улице, 3 (теперь улица Пугачёва);
- Дом казённой палаты и казначейства на Львовской площади (проект Александра  Кобелева, 1913—1914);
- Деревянная шатровая часовня на кирпичном цоколе, для утонувших, «Общества спасения на водах»;
- Перестройка генерал-губернаторского дома;
- Надстройка четвёртого этажа дома № 15 на Владимирской улице, бывших губернских Присутственных мест (1908—1909);
- Гараж для почтовых автомобилей;
- Центральная силовая станция городского электрического трамвая на Александровской улице (1902—1904);
- Элеватор на мельнице Бродского на Подоле (1907);
- Центральная электроосветительная станция у подножия Владимирского спуска (1897);
- Дом коммунального банка;
- Дом бывших типографий Госполитиздата на Бульварно-Кудрявской улице;
- Павильон на Всероссийской сельскохозяйственной и промышленной выставке в Киеве (1897);
- Укрепление склонов и создание эстакады фуникулёра.

Кроме того, как консультант и член строительной комиссии, участвовал в строительствах:
- Владимирского собора;
- Киевского политехнического института;
- Химической лаборатории университета святого Владимира;
- Государственного банка;
- Крестьянского банка;
- Почтамта;
- Технического общества;
- Общества скорой медицинской помощи;
- По строительству и расширению киевской канализации и артезианского водоснабжения в Киеве и многих других объектов.